# Center za usposabljanje, delo in varstvo Črna na Koroškem
Center za usposabljanje, delo in varstvo Črna na Koroškem je javni zavod, ki skrbi za osebe z motnjo v duševnem razvoju.

## Odlikovanja in nagrade
Leta 1998 je prejel častni znak svobode Republike Slovenije z naslednjo utemeljitvijo: »za zasluge pri usposabljanju otrok in mladostnikov z motnjami v duševnem razvoju, ob tridesetletnici delovanja«.